# Gare de Cholet
Gare de Cholet – stacja kolejowa w Cholet, w regionie Kraj Loary, w departamencie Maine i Loara, we Francji. Stacja została otwarta w 1865.